# Водне поло на Чемпіонаті світу з водних видів спорту 2019
Змагання з водного поло на Чемпіонаті світу з водних видів спорту 2019 тривали з 14 до 27 липня 2019 року.

## Розклад змагань
Розіграно два комплекти нагород.
Вказано місцевий час (UTC+9).
| Дата          | Час   | Раунд                       |
| ------------- | ----- | --------------------------- |
| 14 липня 2019 | 08:30 | Попередній раунд            |
| 15 липня 2019 | 08:30 | Попередній раунд            |
| 16 липня 2019 | 08:30 | Попередній раунд            |
| 17 липня 2019 | 08:30 | Попередній раунд            |
| 18 липня 2019 | 08:30 | Попередній раунд            |
| 19 липня 2019 | 08:30 | Попередній раунд            |
| 20 липня 2019 | 10:30 | Плей-оф/матчі за місця      |
| 21 липня 2019 | 10:30 | Плей-оф/матчі за місця      |
| 22 липня 2019 | 08:00 | Чвертьфінали/матчі за місця |
| 23 липня 2019 | 08:00 | Чвертьфінали/матчі за місця |
| 24 липня 2019 | 09:30 | Півфінали/матчі за місця    |
| 25 липня 2019 | 09:30 | Півфінали/матчі за місця    |
| 26 липня 2019 | 14:00 | Фінал жіночого турніру      |
| 27 липня 2019 | 14:00 | Фінал чоловічого турніру    |

## Медальний залік

### Таблиця медалей
| Місце               | Країна              | Золото | Срібло | Бронза | Загалом |
| ------------------- | ------------------- | ------ | ------ | ------ | ------- |
| 1                   | Італія              | 1      | 0      | 0      | 1       |
| 1                   | США                 | 1      | 0      | 0      | 1       |
| 3                   | Іспанія             | 0      | 2      | 0      | 2       |
| 4                   | Австралія           | 0      | 0      | 1      | 1       |
| 4                   | Хорватія            | 0      | 0      | 1      | 1       |
| Загалом (5 збірних) | Загалом (5 збірних) | 2      | 2      | 2      | 6       |

### Медалі за дисциплінами
| Дисципліна | Золото | Срібло | Бронза |
| ---------- | --- | --- | --- |
| Чоловіки   | Італія Маттео Айкарді Мікаель Бодегас Марко Дель Лунго Франческо Ді Фульвіо Едоардо Ді Сомма Вінченцо Дольче Гонсало Еченіке Нікколо Фігарі П'єтро Фільйолі Стефано Луонго Джанмарко Нікозія Вінченцо Рендзуто Алессандро Велотто | Іспанія Альберто Барросо Алехандро Бустос Серхі Кабаньяс Мігель дель Торро Франсіско Фернандес Альваро Гранадос Марк Ларумбе Даніель Лопес Едуардо Лорріо Блай Малларах Альберто Мунарріс Феліпе Перроне Рохер Тауль | Хорватія Хрвоє Бенич Марко Біяч Андро Бушлє Лорен Фатович Хав'єр Гарсія Маро Йокович Лука Лончар Марко Мацан Іван Марцелич Ловре Митош Анджело Шетка Йосип Врлич Анте Вукичевич   |
| Жінки      | США Рейчел Феттел Арія Фішер Макензі Фішер Кейлі Гілкріст Стефанія Гаралабідіс Пейдж Гаусчайлд Ешлі Джонсон Аманда Лонґан Медді Масселмен Кайлі Ньюшул Мелісса Сейдеманн Меггі Стеффенс Еліс Вільямс                              | Іспанія Марта Бах Паула Креспі Анна Еспар Клара Еспар Лаура Естер Джудіт Форка Марія Гарсія Ірене Гонсалес Паула Лейтон Беатріс Ортіс Марія Пенья Елена Санчес Росер Тарраго                                         | Австралія Зое Арансіні Елл Арміт Ізобел Бішоп Ганна Баклінг Кіся Гоферс Бронт Гелліґен Бронвен Нокс Лена Михайлович Ґабріелла Пам Емі Рідж Медлін Стір Ровена Вебстер Ліа Янітсас |